# Католицька церква в Литві
Като́лицька це́рква в Литві́ — найбільша християнська конфесія Литви. Складова всесвітньої Католицької церкви, яку очолює на Землі римський папа. Керується конференцією єпископів. Станом на 2004 рік у країні нараховувалося близько 2 766 000 католиків (80,01% від усього населення). Існувало 8 діоцезій, які об'єднували 677 церковних парафій.  Кількість  священиків — 779 (з них представники секулярного духовенства — 681, члени чернечих організацій — 98), постійних дияконів — 4, монахів — 145, монахинь — 773.